# Rosalie (Künstlerin)
Rosalie, in selbstgewählter Schreibung rosalie [ʁoˈzaːli̯ə], (* 24. Februar 1953 in Gemmrigheim als Gudrun Müller; † 12. Juni 2017 in Stuttgart) war eine deutsche Bühnenbildnerin, Malerin und Lichtkünstlerin.

## Leben und Wirken

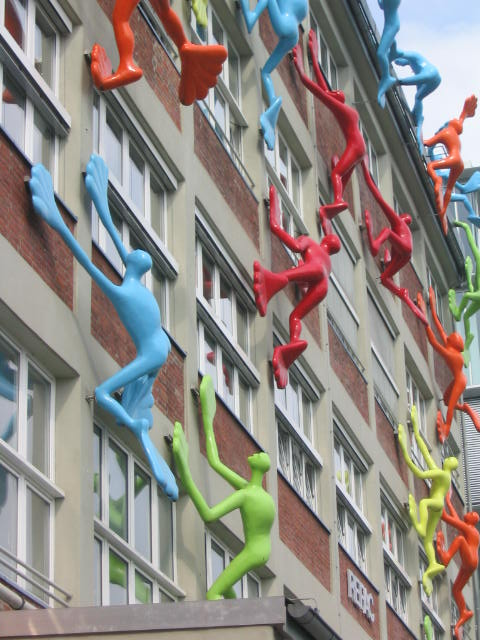
Flossi-Skulpturen am Roggendorf-Haus im Medienhafen, Düsseldorf

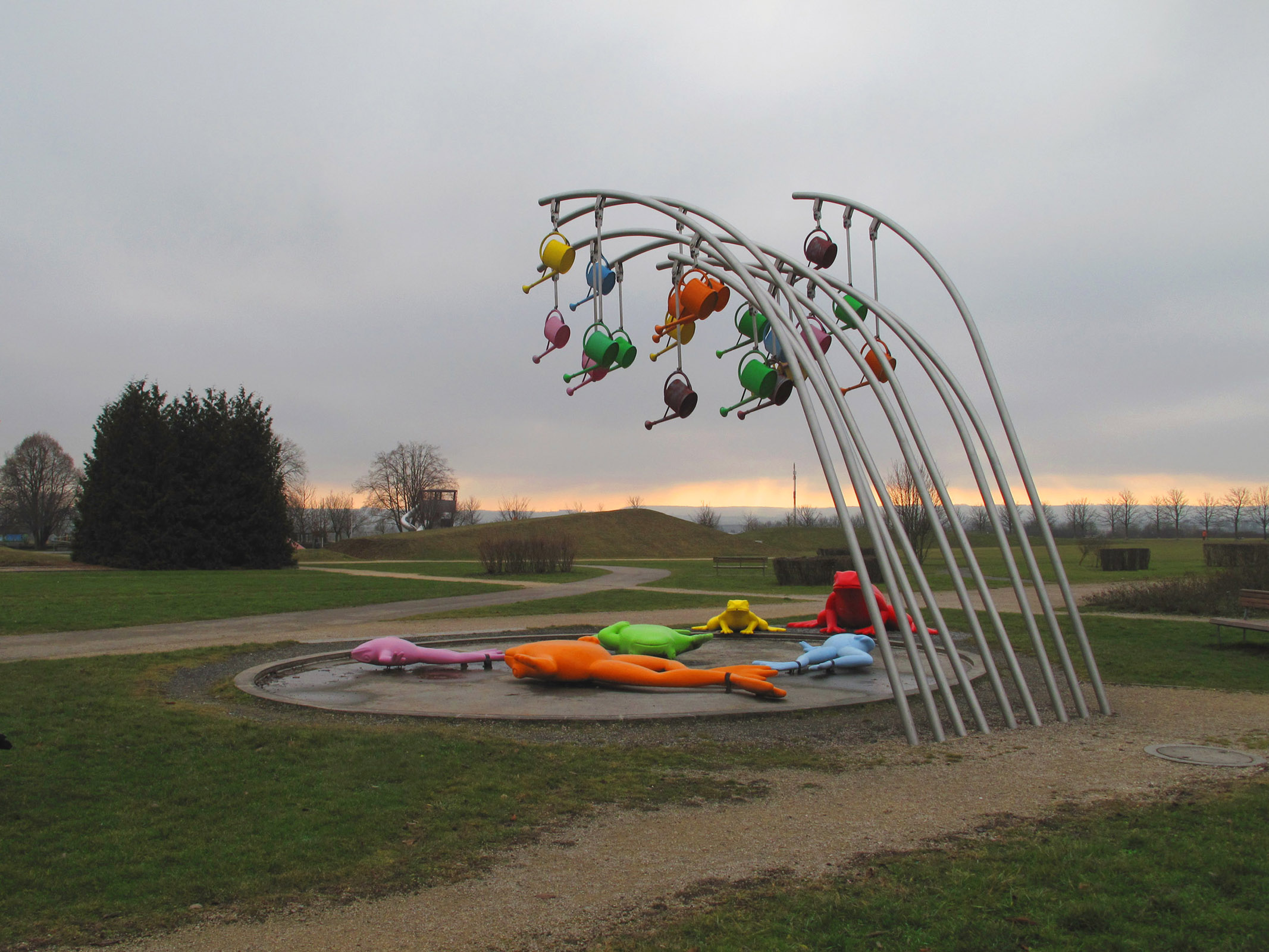
Skulpturenensemble im Scharnhauser Park

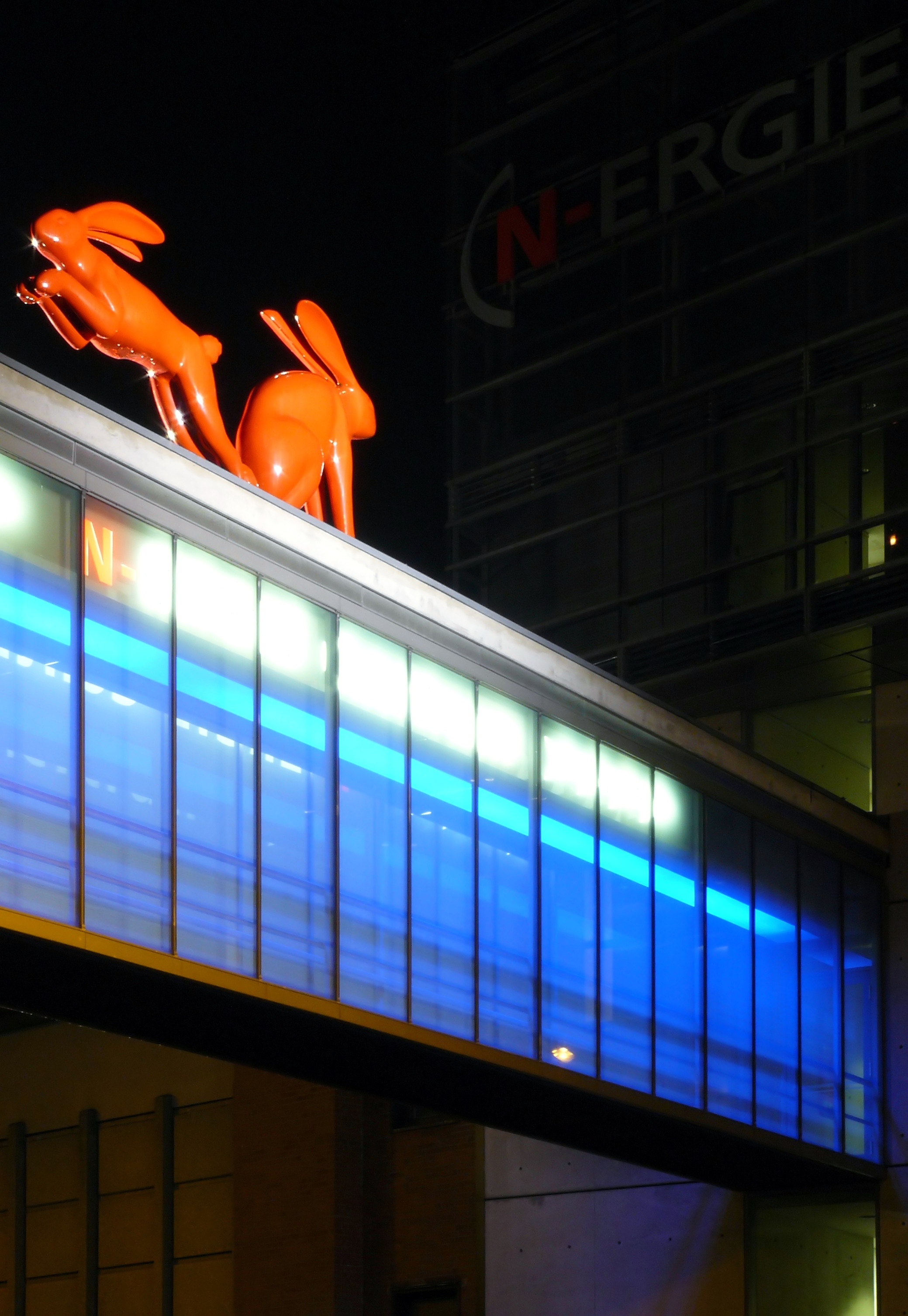
Sitz- und Flitzhase auf dem Übergang vom Plärrerhochhaus zum N-ergie-Zentrum, Nürnberg

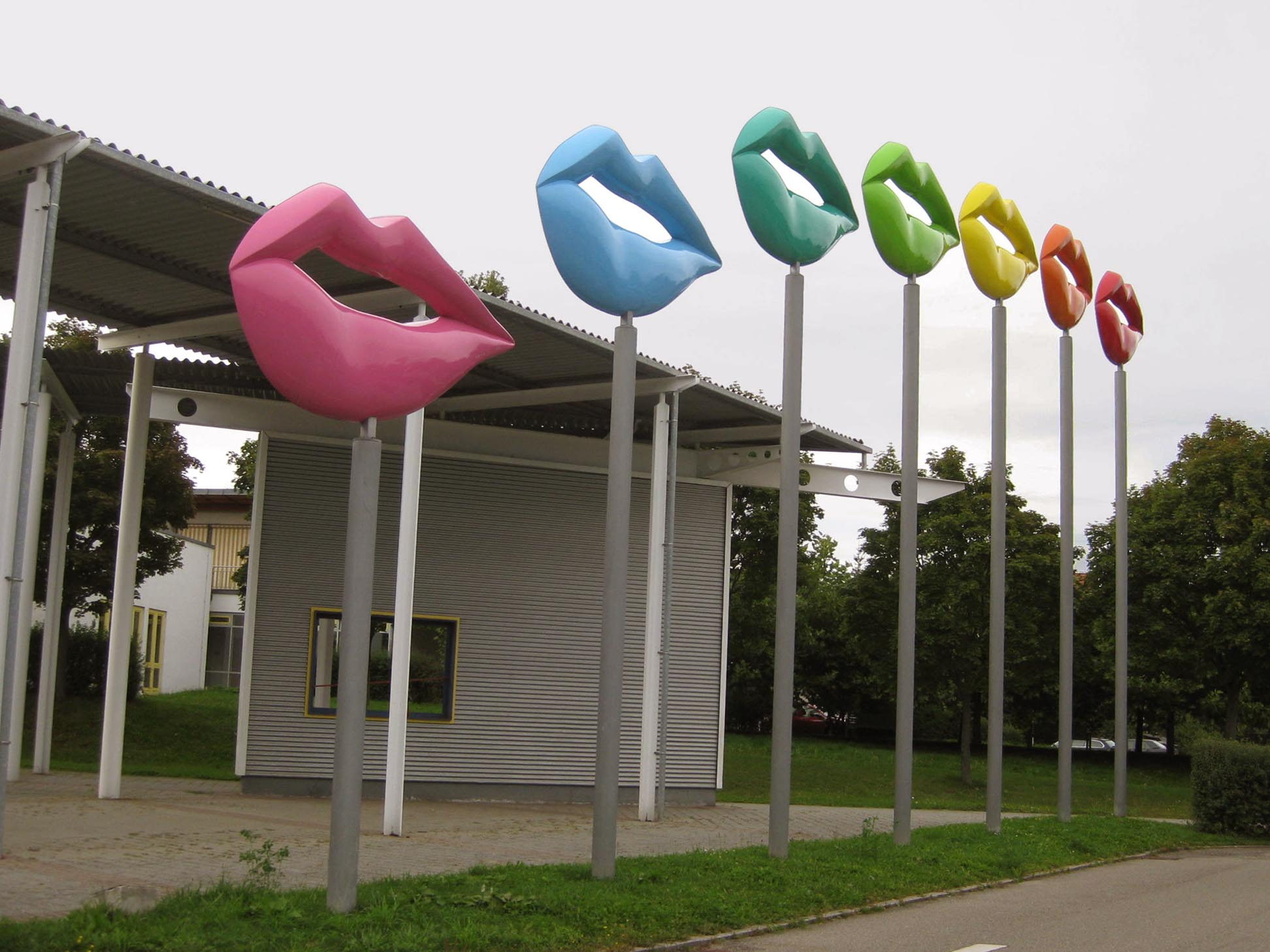
Eingangsbereich der FILharmonie in Filderstadt mit Skulpturengruppe Im Regenbogen (2004)

Von 1974 bis 1978 studierte Rosalie Germanistik und Kunstgeschichte an der Universität Stuttgart und von 1975 bis 1982 Malerei, Grafik und Plastisches Arbeiten an der Staatlichen Akademie der Bildenden Künste Stuttgart, davon von 1977 bis 1982 Bühnenbild bei Jürgen Rose.
Seit 1979 war sie freischaffende Künstlerin. Sie entwarf experimentelle Raum- und Figurenkonzepte und war als Malerin, Installationskünstlerin und Bildhauerin tätig. Daneben übernahm sie Aufträge als Bühnen- und Kostümbildnerin für Oper, Schauspiel, Ballett, experimentelle Musik und Film. Seit 1992 unterstützte sie der Bühnenbildner Thomas Jürgens bei ihrer Arbeit.
Seit 1995 war Rosalie an der Hochschule für Gestaltung Offenbach am Main Professorin mit eigenem Lehrstuhl für Bühnen- und Kostümbild. 2003 leitete sie eine Meisterklasse für Bühnenbild im Rahmen der Internationalen Sommerakademie für Bildende Kunst Salzburg. Von 2002 bis 2004 war sie Jurymitglied des Bayerischen Theaterpreises und 2002 Gründungsmitglied der Hessischen Theaterakademie Frankfurt am Main.
1982 erhielt Rosalie das Stipendium der Kunststiftung Baden-Württemberg, 1988 den Ersten Preis für das beste Bühnenbild der 1. Münchener Biennale und einen Preis für das beste Kulturplakat der Stadt München. 2008 wurde ihr der Europäische Kulturpreis für das künstlerische Lebenswerk durch die Europäische Kulturstiftung „Pro Europa“ verliehen. 2009 erhielt sie den Walter-Fink-Preis des ZKM Karlsruhe für intermediale Disziplinen. Am 20. April 2013 verlieh ihr Ministerpräsident Winfried Kretschmann den Verdienstorden des Landes Baden-Württemberg.

„… was rosalie generell in Vollendung beherrschte, das war der Umgang mit Raum, den sie mit Illuminations- und Illusionsgeschick derart füllte, dass man nicht anders konnte, als bezaubert zu sein. Dafür nutzte rosalie die jeweils neuesten technischen Entwicklungen der Licht- und Computertechnik, und in den letzten Jahren verschaffte sie ihrer Installationskunst damit neue Dimensionen …“

Rosalie lebte und arbeitete zuletzt in Stuttgart; sie hinterließ eine Tochter.

## Bühnenarbeiten
- 1981: Bühnenbild und Kostüme: Pollicino von Hans Werner Henze, Schwetzinger Festspiele (Regie: Ernst Poettgen)
- 1983: Bühnenbild und Kostüme: Pimpinone von Georg Philipp Telemann, Staatstheater Stuttgart (Regie: Ernst Poettgen)
- 1984: Bühnenbild und Kostüme: Uwe Scholz Ballettabend, Stuttgarter Ballett, Staatstheater Stuttgart (Choreographie: Uwe Scholz)
- 1985: Bühnenbild und Kostüme: Die Schöpfung von Joseph Haydn, Zürcher Ballett, Opernhaus Zürich (Choreographie: Uwe Scholz)
- 1986: Bühnenbild und Kostüme: Khamma von Claude Debussy, Mailänder Ballett, Teatro alla Scala Milano (Choreographie: Uwe Scholz)
- 1988: Bühnenbild und Kostüme: Leyla und Medjnun von Detlef Glanert (Uraufführung), 1. Münchener Biennale, Internationales Festival für neues Musiktheater
- 1990: Bühnenbild und Kostüme: Idomeneo von Wolfgang Amadeus Mozart, Hamburgische Staatsoper (Musikalische Leitung: Gerd Albrecht, Regie: Alfred Kirchner)
- 1990: Bühnenbild und Kostüme: Faust I von Johann Wolfgang von Goethe, Schillertheater Berlin (Regie: Alfred Kirchner)
- 1994–1998: Bühnenbild und Kostüme: Der Ring des Nibelungen von Richard Wagner, Vorabend: Das Rheingold; Erster Tag: Die Walküre; Zweiter Tag: Siegfried; Dritter Tag: Götterdämmerung, Bayreuther Festspiele (Musikalische Leitung: James Levine, Regie: Alfred Kirchner)
- 1994: Bühnenbild und Kostüme: Salome von Richard Strauss, Opéra du Rhin, Straßburg und Teatro Nacional de São Carlos, Lissabon (Musikalische Leitung: Friedrich Haider, Regie: Dieter Dorn)
- 1996: Bühnenbild und Kostüme: Die Frau ohne Schatten von Richard Strauss, Sächsische Staatsoper Dresden – Semperoper (Musikalische Leitung: Giuseppe Sinopoli, Regie: Hans Hollmann)
- 2004: Bühnenbild und Kostüme: Der Feuervogel von Igor Strawinsky, Deutsche Oper Berlin (Choreografie: Uwe Scholz)
- 2006: Lichtinstallation/Lichtkomposition: HYPERION – Konzert für Licht und Orchester von Georg Friedrich Haas, Donaueschinger Musiktage (Musikalische Leitung: Rupert Huber)
- 2010: Video-Lichtinstallation, Raum und Kostüme: Neither von Morton Feldman und Samuel Beckett, Deutsche Oper am Rhein / Ballett am Rhein Düsseldorf Duisburg (Inszenierung und Choreographie: Martin Schläpfer, Musikalische Leitung: Dante Anzolini)
- 2012: Bühnenbild, Lichtskulpturen und Kostüme: Lohengrin von Richard Wagner, New National Theatre Tokyo, Japan (Musikalische Leitung: Peter Schneider, Regie: Matthias von Stegmann)
- 2012: Bühnenbild und Kostüme: Castor et Pollux von Jean-Philippe Rameau, Deutsche Oper am Rhein / Ballett am Rhein Düsseldorf Duisburg (Inszenierung und Choreographie: Martin Schläpfer, Musikalische Leitung: Axel Kober)
- 2014: Medien-Licht-Skulptur und Kostüme: DEEP FIELD (Uraufführung) von Adriana Hölszky, Deutsche Oper am Rhein / Ballett am Rhein Düsseldorf Duisburg (Choreographie Martin Schläpfer, Musikalische Leitung: Wen-Pin Chien)
- 2017: Lichtinstallation mit sieben große Lichtsäulen:  Sinfonie Nr. 8 von Gustav Mahler, Elbphilharmonie, Hamburg (Musikalische Leitung: Eliahu Inbal)
- 2017: Bühnenbild und Kostüme: Salome, Neuproduktion von Richard Strauss, Oper Leipzig (Musikalische Leitung: Ulf Schirmer, Regie: Aron Stiehl)

## Ausstellungen
- 1988: 26 Figuren – Aluminumplastiken, 1. Münchener Biennale für neues Musiktheater
- 1989: Komm lieber Mai und mache…, Installation in 3 Teilen, Galerie der Stadt Stuttgart
- 1996: Mein lieber Schwan. Plakate. Kleines Plakatmuseum Bayreuth
- 1996: Typ 1 DIN 67520, Kunstverein Bayreuth
- 1997: genial trivial, Residenzschloss Ludwigsburg
- 1998: Le Souffle de la Vierge – In the Garden of Dandelions, Installation zwanzig kinetischer Objekte, Kunsthalle Göppingen
- 2003: Im Gewitter der Rosen, Installation in 3 Teilen, Grassi Museum Leipzig
- 2007–2009: HELIOS, Kinetische Lichtskulptur im ZKM | Zentrum für Kunst und Medientechnologie Karlsruhe
- 2008–2009: HYPERION_Fragment, Kinetische Lichtskulptur im ZKM | Zentrum für Kunst und Medientechnologie Karlsruhe
- 2008–2009: HELIOS – La nube luminosa, Kinetisch-interaktive Lichtskulptur, BIACS3, 3. internationale Biennale für zeitgenössische Kunst Sevilla, Spanien
- 2009–2011: CHROMA_LUX, Kinetische Lichtskulptur im ZKM | Zentrum für Kunst und Medientechnologie Karlsruhe
- 2013: Richard Wagner, Max Klinger, Karl May – WELTENSCHÖPFER – mit Räumen von rosalie. Kinetisch-interaktive Lichtskulpturen in 3 Räumen, Museum der bildenden Künste, Leipzig
- 2015: Light Flow | Light Stream, Temporäre kinetische Lichtskulptur, Hamburgische Staatsoper
- 2016–2017: Lichtwirbel, begehbare kinetische Lichtskulptur, Schauwerk Sindelfingen
- 2020–2021: rosalie und wagner. licht – mythos – material, Richard-Wagner-Museum Bayreuth[3]